# Fujiwara no Kinmichi
Fujiwara no Kinmichi (藤原公通, posteriormente conhecido como Saionji Kinmichi, 1117 - 1173) foi um kuge (membro da Corte) que viveu em meados do período Heian da história do Japão. Foi Dainagon e o segundo líder do ramo Saionji do Clã Fujiwara. As vezes era mencionado como Tō Dainagon e Kanin Azechi.
Kinmichi era filho de Fujiwara no Michisue.
Em 07 de janeiro de 1122 Kinmichi entra na Corte durante o reinado do Imperador Toba. Em 19 de janeiro de 1127 já no reinado do  Imperador Sutoku, é nomeado Tanba no kami (governador da província de Tanba). Em 20 de dezembro do mesmo ano foi nomeado Jijū (moço de câmara). Em 16 de julho de 1128 seu pai veio a falecer, e cumpriu luto. Em 7 de janeiro de 1131 foi classificado como Jugoi (funcionário da corte de quinto escalão junior). Em 24 de fevereiro de 1134 foi nomeado Mamoru Inaba (governador da província de Inaba).  Em 5 de janeiro de 1136 sua classificação foi elevada a Shōgoi (funcionário de quinto escalão pleno) e em 26 de dezembro deste ano passa a servir no Konoefu (Guarda do Palácio) . Em 7 de janeiro de 1138 sua classificação passa a ser Jushii (quarto escalão júnior). Em 5 de abril deste ano foi promovido a Shōshō (Comandante da Ala Direita) do Konoefu. Em abril de 1140 renuncia do cargo de Mamoru Inaba. Em 26 de dezembro de 1140 sua classificação foi elevada a Shōshii (quarto escalão pleno). Em 28 de julho de 1148 já no governo do Imperador Konoe foi nomeado Kurōdonotō (chefe do Kurōdodokoro).
Em 29 de janeiro de 1150 Kinmichi é nomeado Sangi e em 2 de fevereiro de 1151 é nomeado Bizen gonmori (Guardião de Bizen). Em 5 de janeiro de 1154 torna-se Jusanmi (terceiro escalão júnior). Em 27 de janeiro de 1156 no governo do Imperador Go-Shirakawa, torna-se Mimasaka gonmori (Guardião de Mimasaka). Em 27 de outubro de 1157 é nomeado Chūnagon. Em 13 de janeiro de 1158 sua classificação e elevada a Shōsanmi (terceiro escalão pleno). Em 10 de agosto de 1158 quando seu filho Sanemune ingressa no Konoefu, já no governo do Imperador Nijo renuncia ao cargo de Chūnagon. Mas em 28 de fevereiro de 1160 reassume o cargo de Chūnagon. Em 13 de setembro de 1161 é nomeado Dainagon e no dia  21 de novembro deste ano sua classificação é elevada a Junii (segundo escalão júnior). Em 27 de janeiro de 1162 é nomeado Azechi (funcionário do Ministério das Relações Exteriores). Em 5 de janeiro de 1164 se tornou Shōnii (segundo escalão pleno). Em 11 de fevereiro de 1167 no governo do Imperador Rokujo renuncia às funções de Dainagon continuando a exercer o cargo de Azechi  até seu falecimento em 24 de outubro de 1173.